# Wioślarstwo na Letnich Igrzyskach Olimpijskich 1948 – jedynka mężczyzn
Rywalizacja w jedynce mężczyzn w wioślarstwie na Letnich Igrzyskach Olimpijskich 1948 rozgrywana była między 5 a 9 sierpnia 1948 na torze regatowym Henley Royal Regatta w Henley-on-Thames.
Wystartowało 14 zawodników z 14 krajów.

## Terminarz
| Data            | Godzina |           |
| --------------- | ------- | --------- |
| 5 sierpnia 1948 |         | Runda 1   |
| 6 sierpnia 1948 |         | Repasaże  |
| 7 sierpnia 1948 | 11:45   | Półfinały |
| 9 sierpnia 1948 | 15:30   | Finały    |

## Format
W pierwszej rundzie rozegrano pięć wyścigów, z których zwycięzcy awansowali do półfinału, a pozostali zawodnicy awansowali do repasaży. Z trzech wyścigów repasażowych tylko zwycięzcy awansowali do półfinałów. Z półfinałów tylko zwycięzcy awansowli do finału. Pozostali zawodnicy odpadli z rywalizacji.

## Wyniki

### Runda 1
Bieg 1
| Pozycja | Zawodnik      | Reprezentacja     | Czas   | Uwagi |
| ------- | ------------- | ----------------- | ------ | ----- |
| 1.      | Mervyn Wood   | Australia         | 7:25,9 | Q     |
| 2.      | Eduardo Risso | Urugwaj           | 7:36,3 |       |
| 3.      | Ian Stephen   | Południowa Afryka | 7:38,3 |       |

Bieg 2
| Pozycja | Zawodnik            | Reprezentacja   | Czas   | Uwagi |
| ------- | ------------------- | --------------- | ------ | ----- |
| 1.      | Antony Rowe         | Wielka Brytania | 7:30,5 | Q     |
| 2.      | Hansjakob Keller    | Szwajcaria      | 7:34,2 |       |
| 3.      | Dragutin Petrovečki | Jugosławia      | 8:17,3 |       |

Bieg 3
| Pozycja | Zawodnik        | Reprezentacja     | Czas   | Uwagi |
| ------- | --------------- | ----------------- | ------ | ----- |
| 1.      | Jack Kelly      | Stany Zjednoczone | 7:39,7 | Q     |
| 2.      | Curt Brunnqvist | Szwecja           | 7:47,2 |       |
| 3.      | Juan Omedes     | Hiszpania         | 7:52,1 |       |

Bieg 4
| Pozycja | Zawodnik           | Reprezentacja    | Czas   | Uwagi |
| ------- | ------------------ | ---------------- | ------ | ----- |
| 1.      | Jean Séphériades   | Francja          | 7:34,3 | Q     |
| 2.      | Tranquilo Cappozzo | Argentyna        | 7:38,9 |       |
| 3.      | Muhammad as-Sajjid | Królestwo Egiptu | 8:01,4 |       |

Bieg 5
| Pozycja | Zawodnik         | Reprezentacja | Czas | Uwagi |
| ------- | ---------------- | ------------- | ---- | ----- |
| 1.      | Romolo Catasta   | Włochy        | b.d. |       |
| 2.      | Faidon Matthaiou | Grecja        | b.d. |       |

### Repasaże
Bieg 1
| Pozycja | Zawodnik           | Reprezentacja | Czas   | Uwagi |
| ------- | ------------------ | ------------- | ------ | ----- |
| 1.      | Tranquilo Cappozzo | Argentyna     | 7:45,0 | Q     |
| 2.      | Juan Omedes        | Hiszpania     | 7:57,3 |       |
| 3.      | Faidon Matthaiou   | Grecja        | 8:13,9 |       |

Bieg 2
| Pozycja | Zawodnik         | Reprezentacja | Czas   | Uwagi |
| ------- | ---------------- | ------------- | ------ | ----- |
| 1.      | Eduardo Risso    | Urugwaj       | 7:24,4 | Q     |
| 2.      | Hansjakob Keller | Szwajcaria    | 7:25,1 |       |
| 3.      | Curt Brunnqvist  | Szwecja       | 7:27,0 |       |

Bieg 3
| Pozycja | Zawodnik            | Reprezentacja     | Czas   | Uwagi |
| ------- | ------------------- | ----------------- | ------ | ----- |
| 1.      | Ian Stephen         | Południowa Afryka | 7:35,6 | Q     |
| 2.      | Muhammad as-Sajjid  | Królestwo Egiptu  | 7:44,8 |       |
| 3.      | Dragutin Petrovečki | Jugosławia        | 8:17,3 |       |

### Półfinały
Bieg 1
| Pozycja | Zawodnik           | Reprezentacja     | Czas   | Uwagi |
| ------- | ------------------ | ----------------- | ------ | ----- |
| 1.      | Romolo Catasta     | Włochy            | 8:05,4 | Q     |
| 2.      | Tranquilo Cappozzo | Argentyna         | 8:12,6 |       |
| 3.      | Ian Stephen        | Południowa Afryka | b.d    |       |

Bieg 2
| Pozycja | Zawodnik      | Reprezentacja     | Czas   | Uwagi |
| ------- | ------------- | ----------------- | ------ | ----- |
| 1.      | Eduardo Risso | Urugwaj           | 8:09,3 | Q     |
| 2.      | Jack Kelly    | Stany Zjednoczone | 8:09,7 |       |
| 3.      | Antony Rowe   | Wielka Brytania   | 8:22,8 |       |

Bieg 3
| Pozycja | Zawodnik         | Reprezentacja | Czas   | Uwagi |
| ------- | ---------------- | ------------- | ------ | ----- |
| 1.      | Mervyn Wood      | Australia     | 8:08,5 | Q     |
| 2.      | Jean Séphériades | Francja       | 8:17,1 |       |

### Finały
| Pozycja | Zawodnik       | Reprezentacja | Czas   | Uwagi |
| ------- | -------------- | ------------- | ------ | ----- |
| złoto   | Mervyn Wood    | Australia     | 7:24,4 |       |
| srebro  | Eduardo Risso  | Urugwaj       | 7:38,2 |       |
| brąz    | Romolo Catasta | Włochy        | 7:51,4 |       |